# Horst Tüller
Horst Tüller (Wuppertal, 5 de febrer de 1931 - 4 de juny de 2001) va ser un ciclista alemany que fou professional entre 1957 i 1964. Entre 1955 i 1957 va competir sota la bandera de la RDA, sent un dels pocs esportistes alemanys que va passar de competir per la RFA a la RDA.
Com a ciclista amateur va prendre part en els Jocs Olímpics de Melbourne de 1956, en què guanyà una medalla una medalla de bronze en la cursa en ruta per equips, junt a Gustav-Adolf Schur i Reinhold Pommer.

## Palmarès
- 1951
  - 1r a la Rund um Düren
- 1954
  - 1r a la Colònia-Schuld-Frechen
- 1955
  - Campió de la RDA en ruta
  - 1r a la Rund um Sebnitz
- 1956
  -  Medalla de bronze als Jocs Olímpics de Melbourne en ruta per equips
- 1957
  - Vencedor d'una etapa a la Volta a Egipte
- 1958
  - 1r a Colònia

### Resultats al Tour de França
- 1958. 58è de la classificació general
- 1960. Abandona (14a etapa)